# Erycinopsis
Erycinopsis là một chi bướm trong họ Geometridae.

## Các loài
- Erycinopsis diaphana
- Erycinopsis perspicua
- Erycinopsis specularis